# Ausdrucksfarbe

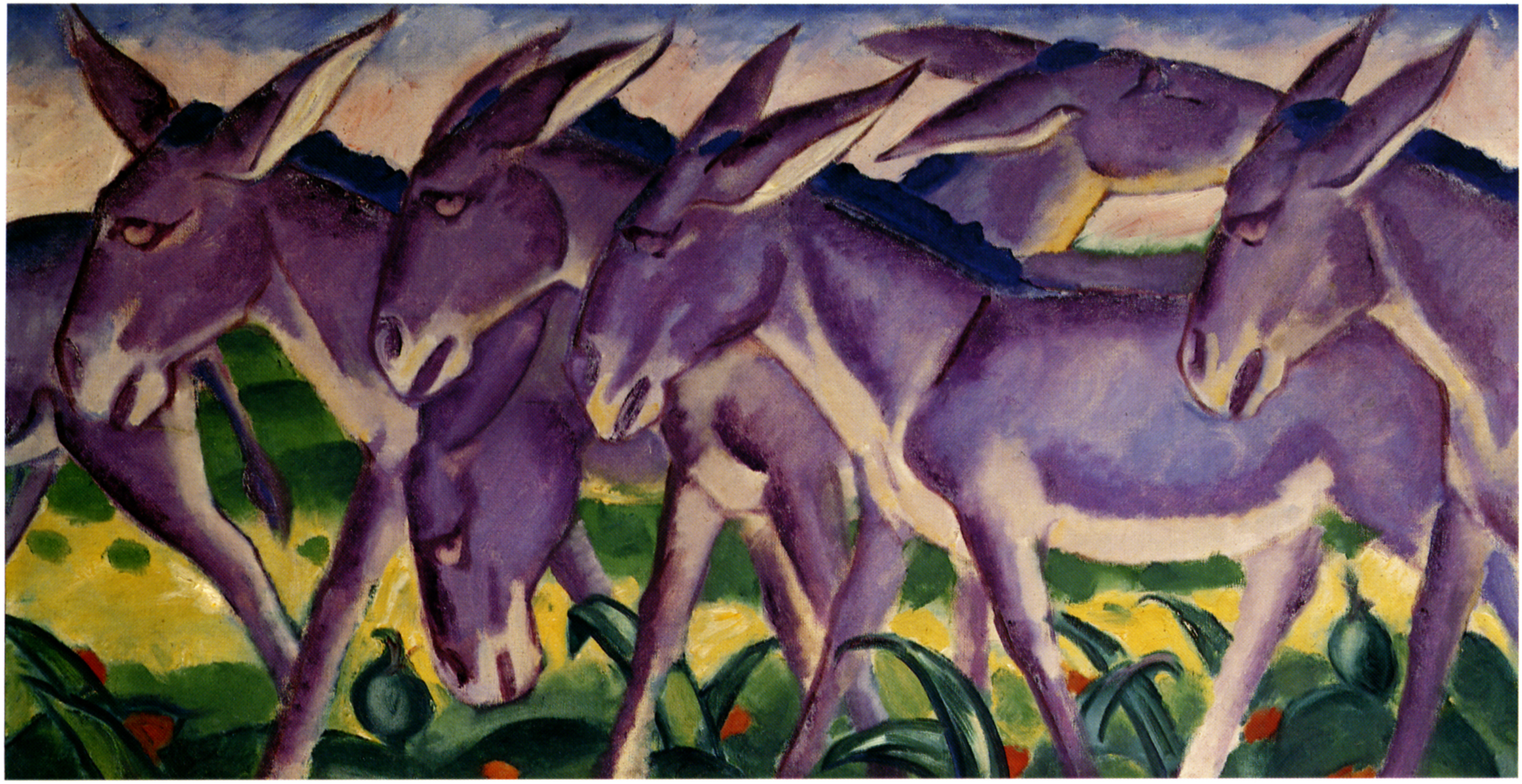
Durch das Violett wirken die Esel melancholisch, traurig, vergeistigt und würdevoll. Franz Marc: Eselfries, 1911

Die Ausdrucksfarbe (auch Anmutungsqualität einer Farbe, Gefühlsfarbe, Stimmungsfarbe, häufiger sind jedoch Wirkfarbe oder Wirkungsfarbe) ist eine Farbfunktion, bei der die Farbe als Stimmungsträger fungiert.

## Verwendung

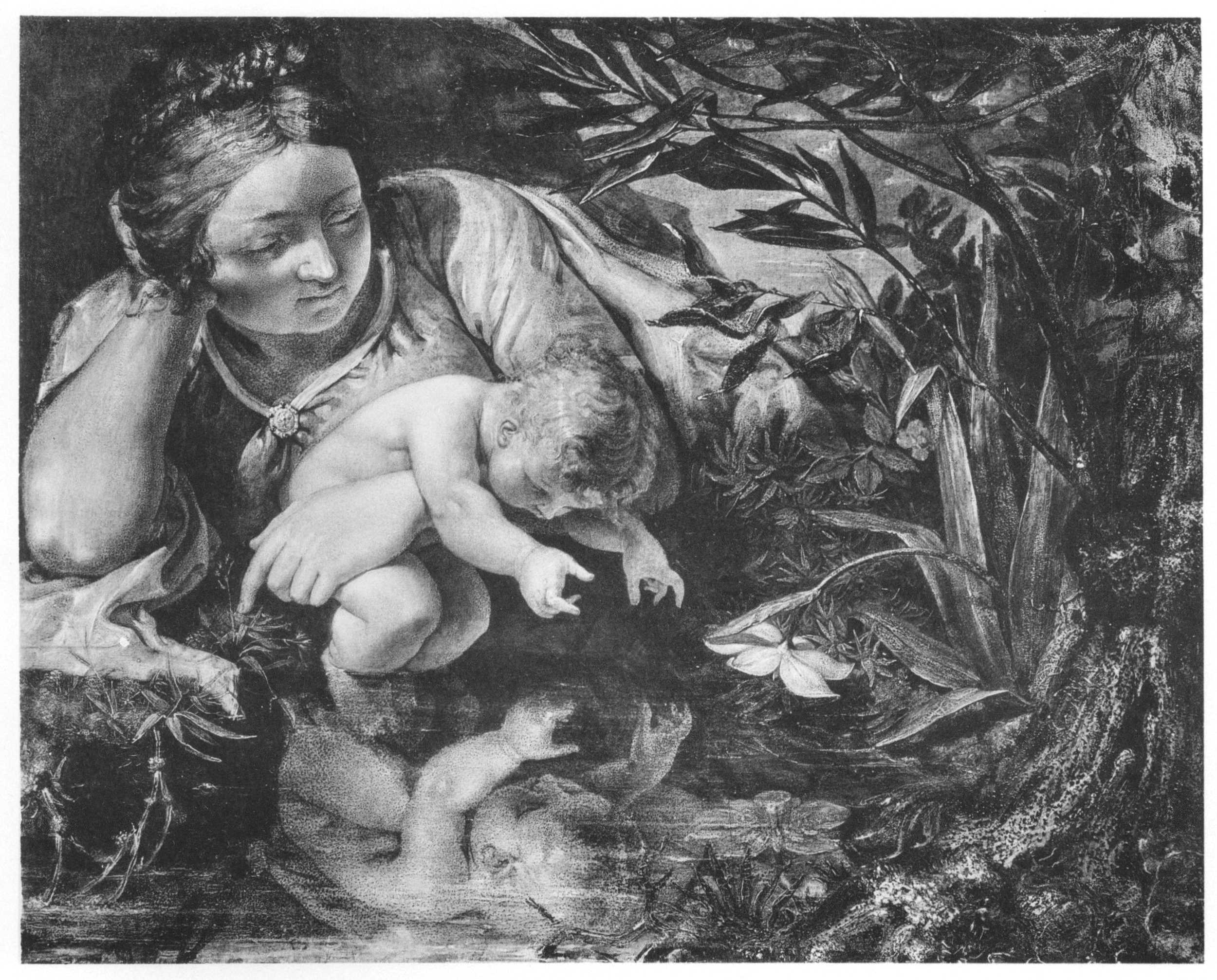
Auch durch den gezielten Verzicht auf Farbe bzw. die Verwendung von Grau, wird eine Stimmung erzeugt. Philipp Otto Runge Mutter und Kind an der Quelle, 1908

Künstlerinnen und Künstler verwenden bewusst leuchtende, intensive, großflächig eingesetzte Farben und Kontraste. Meist weicht die Ausdrucksfarbe stark von der objektiven Gegenstandsfarbe, der realen Farbe eines Gegenstandes oder einer Landschaft ab (z. B. violette Esel, blaues Gesicht, grüner Himmel). Häufig ist damit eine Vereinfachung oder Verzerrung der Form verbunden. Malerinnen und Maler möchten ihre eigenen subjektiven Gefühle oder Gemütszustände verdeutlichen. Darüber hinaus möchten sie bei den Betrachtenden eine "starke, emotionale Wirkung auslösen" und "die Gleichgültigkeit der Sinne und der Seele attackieren".
Auf der anderen Seite gibt es auch Künstler, die wie Philipp Otto Runge und Adriaen van der Werff mitunter bewusst auf den Einsatz von Farben verzichten, indem sie diese durch Grautöne ersetzen. Nachdem sich die Kunstwelt lange mit der Verwendung von Grau in der Kunst auseinandergesetzt hat, wurde 2013 die erste wissenschaftlichen Tagung zur bisher weitgehend unbeachteten Schlüsselrolle von Grautönen in der Kunst einberufen.

## Beispiele

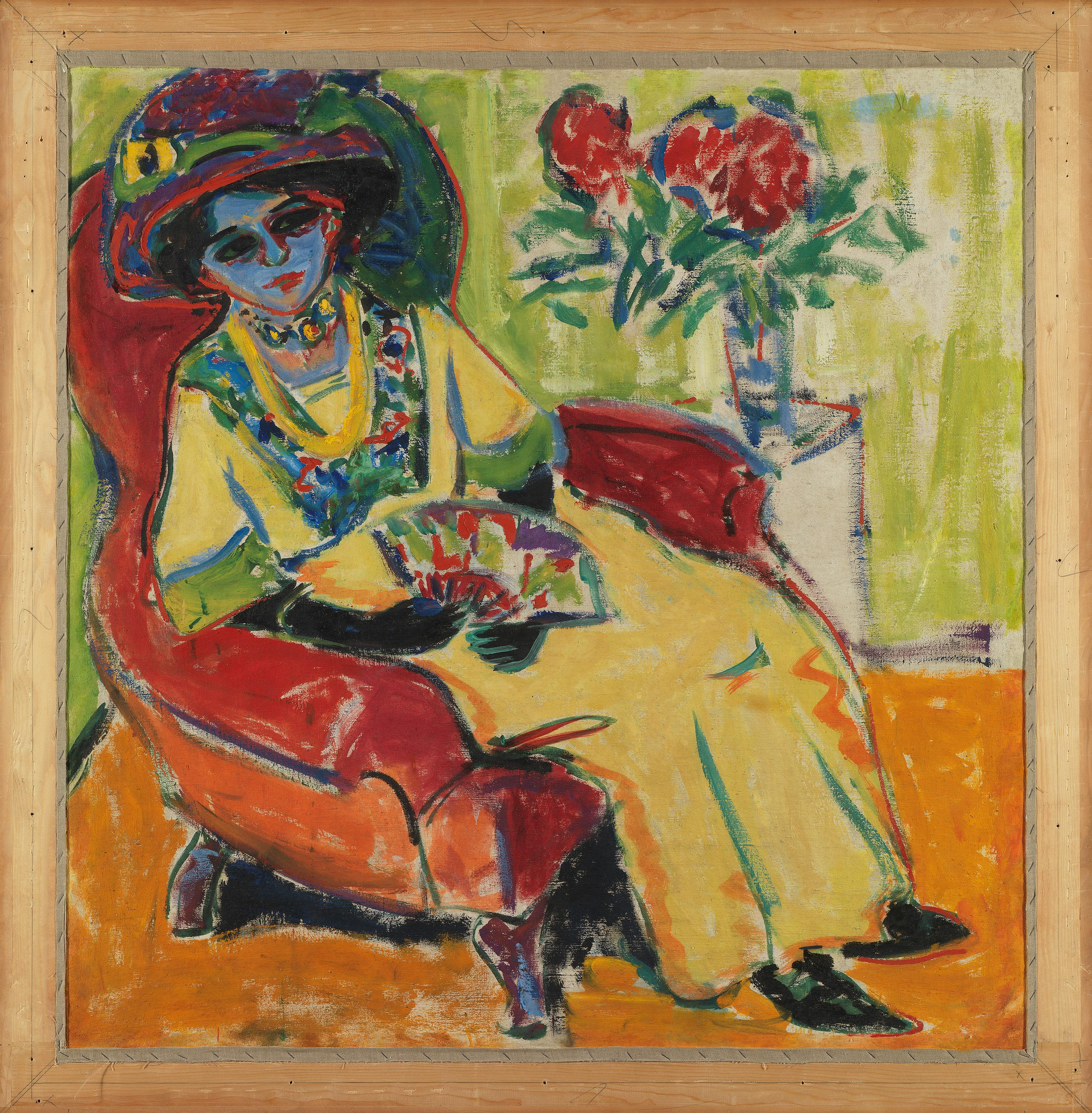
Durch das Blau im Gesicht wirkt die Frau einsam, ruhig, tiefgründig und zufrieden. Ernst Ludwig Kirchner: Sitzende Dame (Dodo), 1909

Bereits Künstler wie Vincent van Gogh und Edvard Munch verwenden Wirk- oder Ausdrucksfarben. Besonders die Malerinnen und Maler des Expressionismus und des Fauvismus arbeiten mit Ausdrucksfarben.

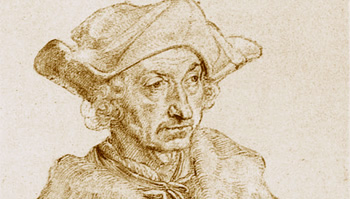
Gewollte Zurückhaltung bei der Farbgebung; Albrecht Dürer, Sebastian Brant, 1492
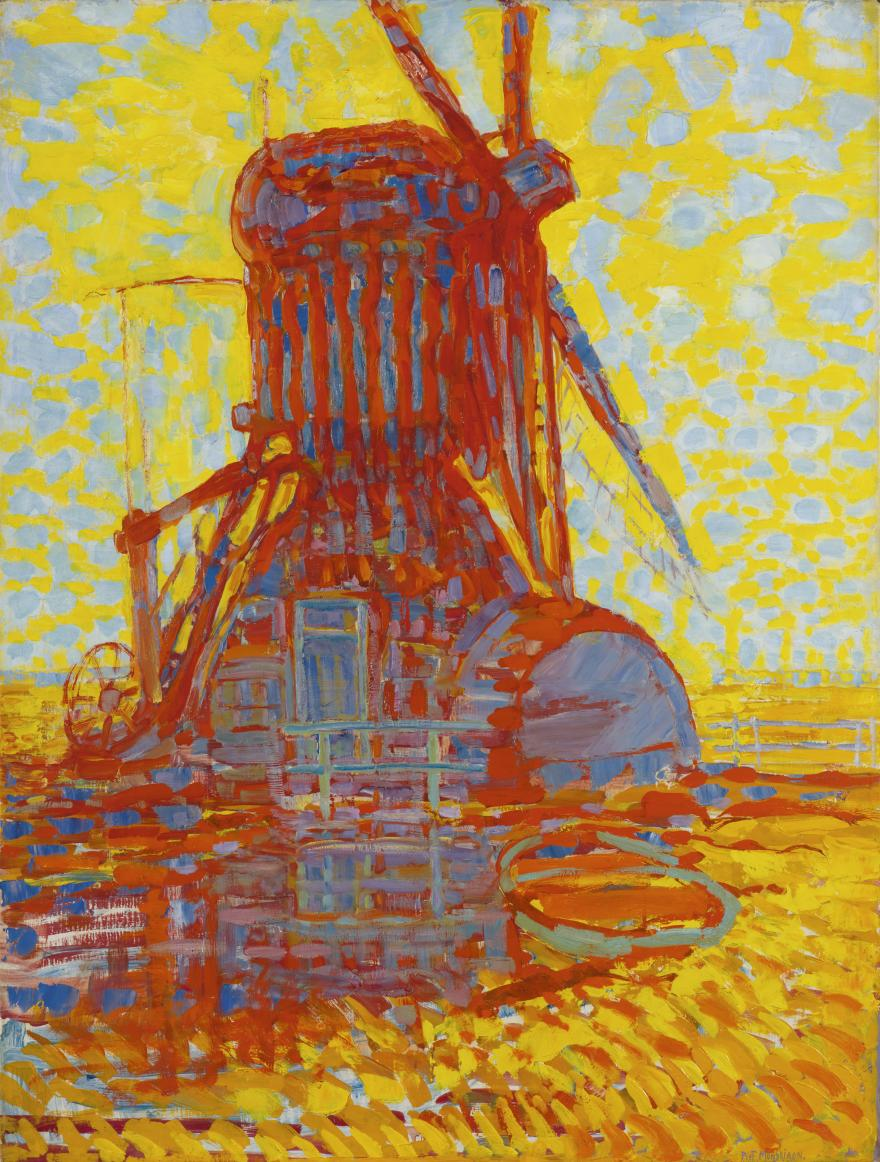
Piet Mondrian, Die Winkeler Mühle, 1908
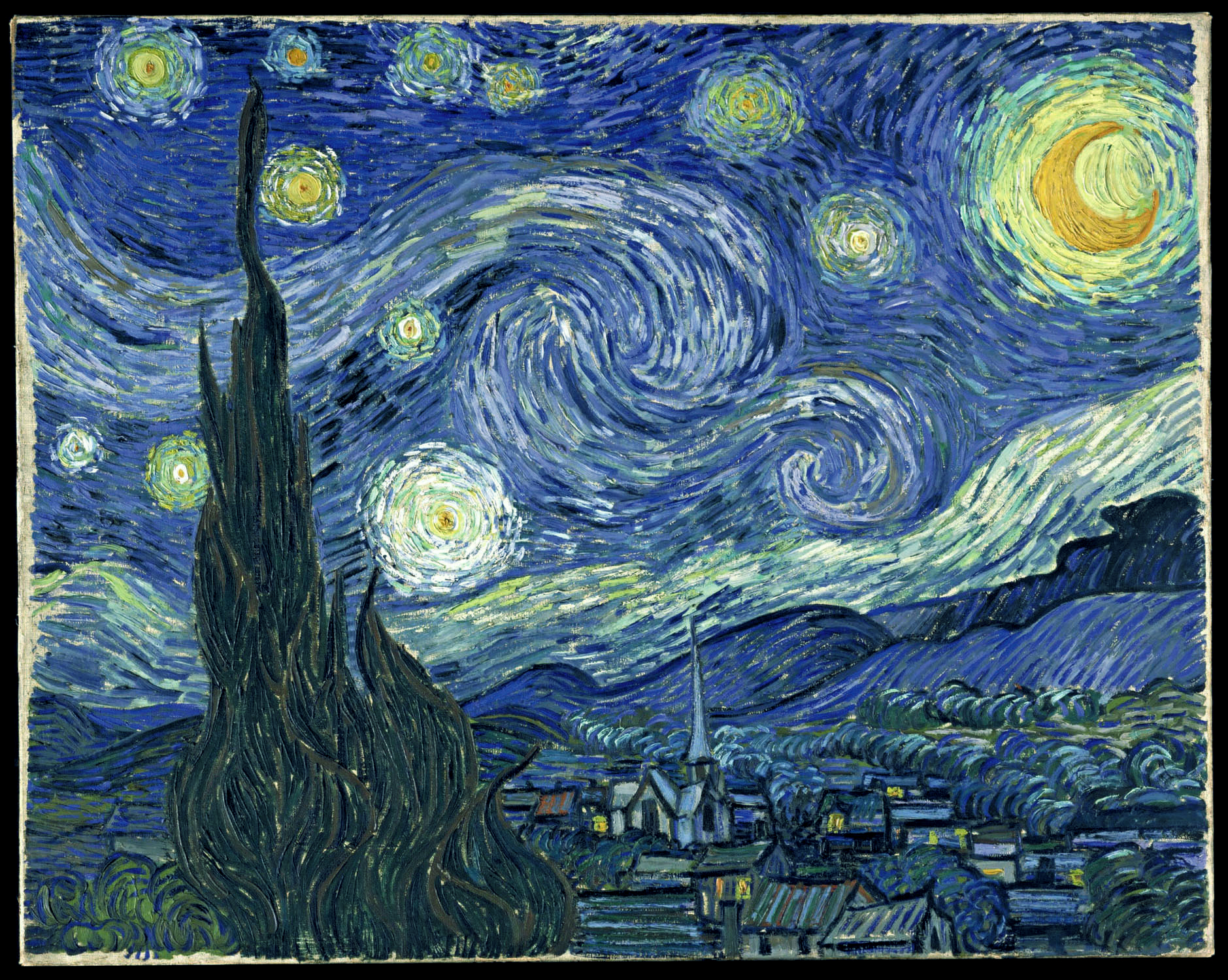
Van Goghs Sternennacht, 1889
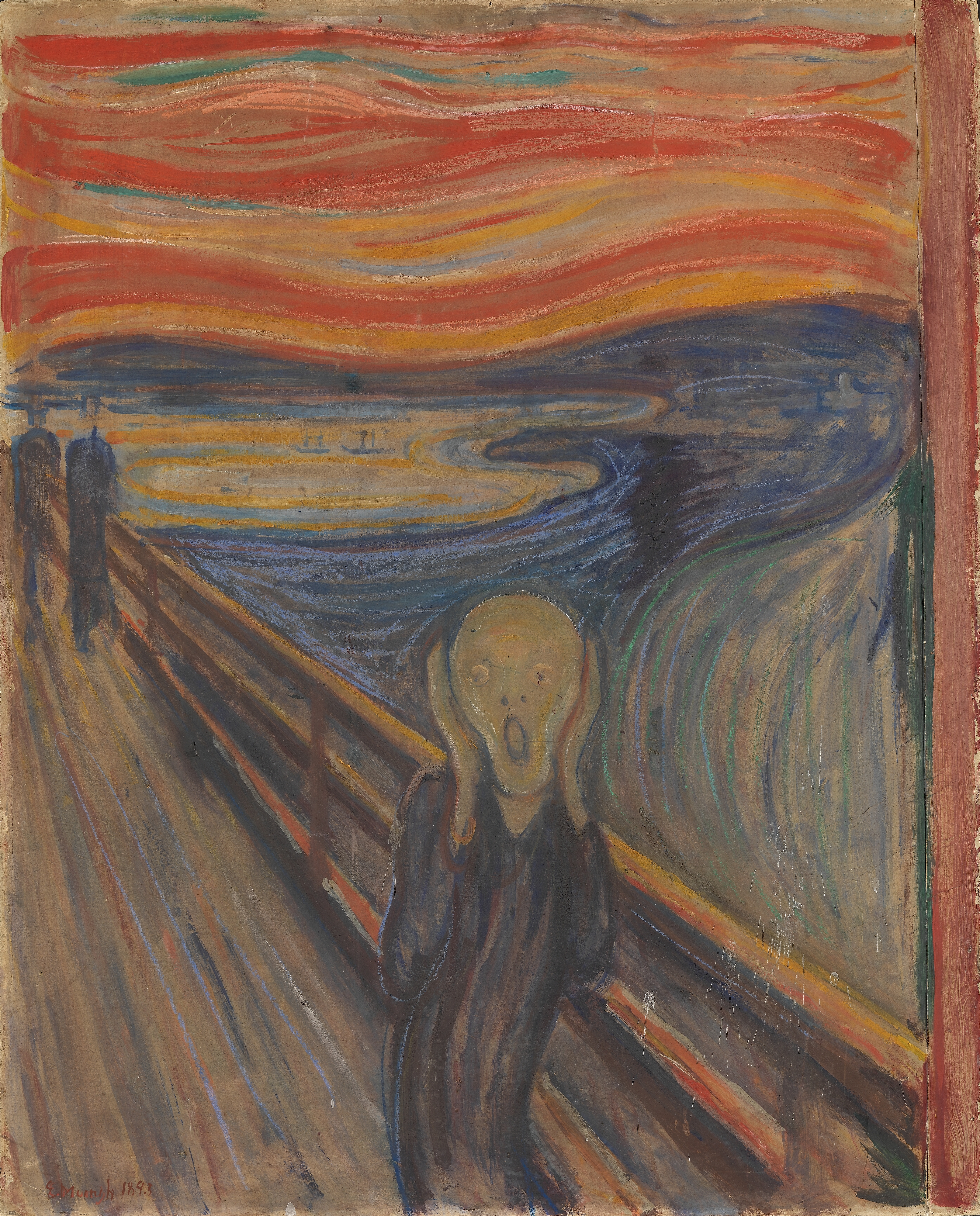
Edvard Munchs Der Schrei aus dem Jahr 1893
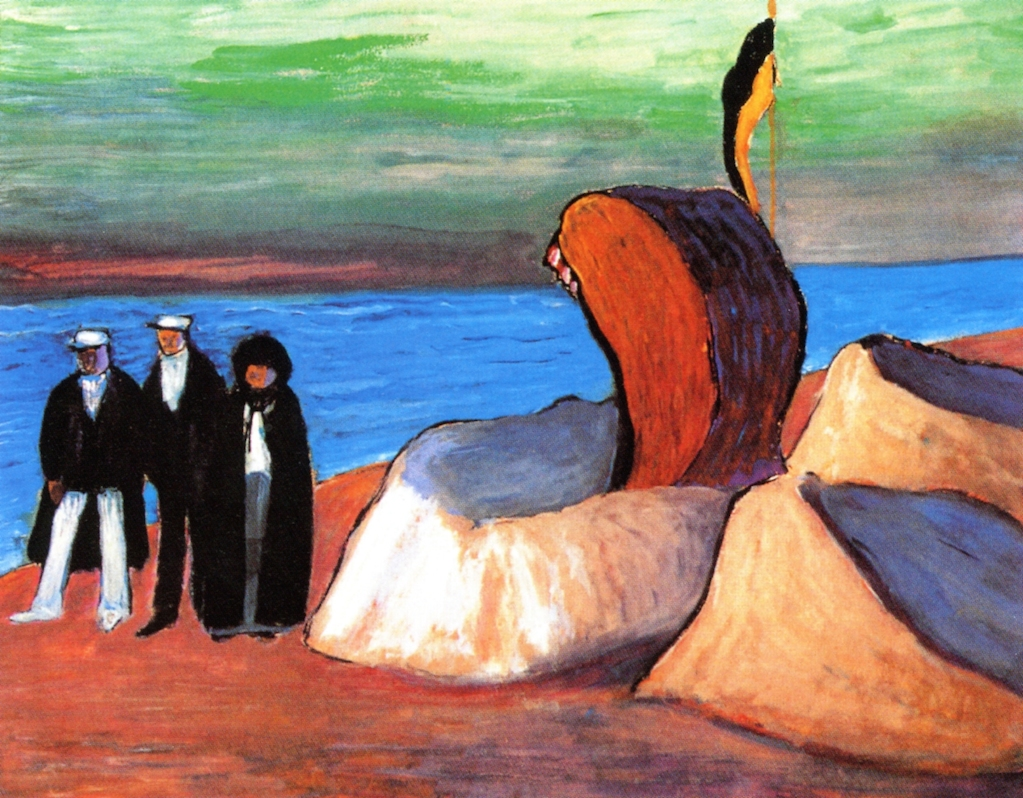
Marianne von Werefkin: An der Ostsee bei Prerow, 1911
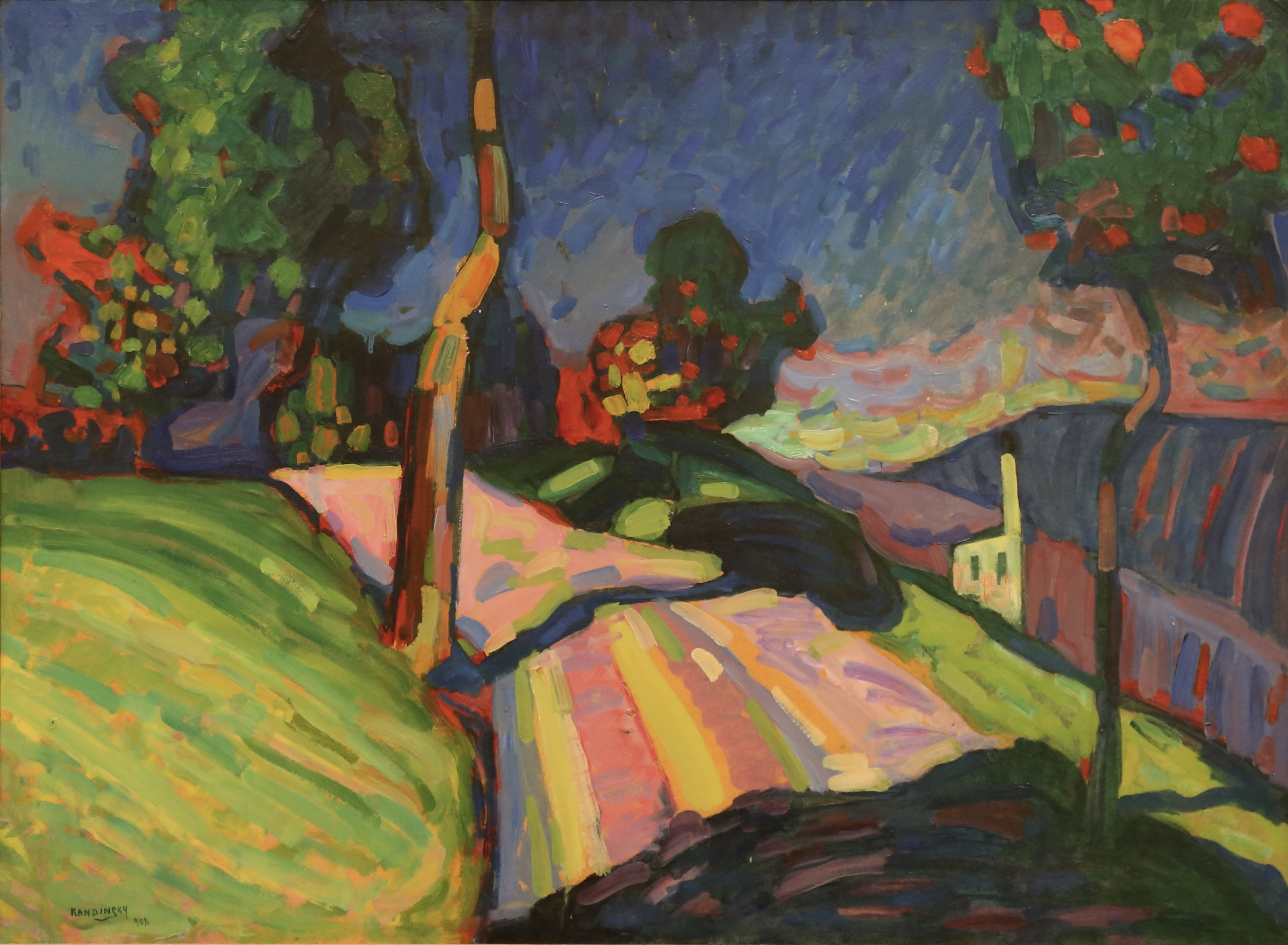
Landschaftsmalerei von Wassily Kandinsky, 1908